# Dipartimento di Libertad
Libertad è un dipartimento argentino, situato nella parte orientale della provincia del Chaco, con capoluogo Puerto Tirol.

## Geografia fisica
Esso confina con i dipartimenti di General Donovan, Primero de Mayo, San Fernando e Tapenagá.

## Società

### Evoluzione demografica
Secondo il censimento del 2001, su un territorio di 1.088 km², la popolazione ammontava a 10.822 abitanti, con un aumento demografico del 22,98% rispetto al censimento del 1991.

## Amministrazione
Nel 2001 il dipartimento comprendeva i seguenti comuni (municipios in spagnolo):
- Colonia Popular
- Laguna Blanca
- Puerto Tirol